# Venezolaanse equïene encefalitis
Venezolaanse equïene encefalitis (VEE) is een infectieziekte met neurologische verschijnselen. Deze aandoening komt voor in Midden- en Zuid-Amerika. Veroorzaker is het Venezuelan equine encephalitis-virus, een Alphavirus uit de Togaviridae. 
Normaal gesproken is de Venezolaanse equïene encefalitis een ziekte die bij paarden en ezels voorkomt. De ziekte kan echter ook op de mens worden overgebracht, waarbij Venezolaanse equïene encefalitis kan variëren van een milde ziekte met koorts en hoofdpijn tot een ernstige encefalitis met bewustzijnsdaling. De ziekte wordt overgedragen door muggen van de geslachten Aedes en Culex. 